# An Evening with Il Divo - Live in Barcelona
| Recensione | Giudizio |
| ---------- | -------- |
| AllMusic   |          |

An Evening with Il Divo - Live in Barcelona è un album dal vivo del gruppo musicale inglese Il Divo, pubblicato nel 2009.
L'album raggiunse la prima posizione in Portogallo, la nona nei Paesi Bassi e fu Disco d'Oro in Messico.

## Tracce

### DVD
1. Somewhere (Leonard Bernstein, Stephen Sondheim)
2. Regresa a mí (Diane Warren)
3. La Promessa (Jörgen Elofsson, Francesco Galtieri)
4. Angelina (Alcaraz Gomez, Gordeno, Larossi)
5. Isabel (Andreas Romdhane, Gabriel Fauré)
6. Bridge over Troubled Water (Paul Simon)
7. She (Charles Aznavour, Herbert Kretzmer)
8. Passerà (Aleandro Baldi, Giancarlo Bigazzi, Marco Falagiani)
9. Senza Catene (Unchained Melody) (Alex North, Hy Zaret)
10. Mamá (Larossi, Savan)
11. Nights In White Satin (Notte di Luce) (Mario Frangoulis, Justin Hayward)
12. The Winner Takes It All (Va toda al ganador) (Benny Andersson, Björn Ulvaeus)
13. Without You (Desde el día que te fuiste) (Thomas Evans, Peter Ham)
14. Pour que tu m'aimes encore (Jean-Jacques Goldman)
15. Everytime I Look At You (Andy Hill)
16. Hallelujah (Leonard Cohen)
17. Adagio (Tomaso Albinoni, Remo Giazotto)
18. La Vida Sin Amor (Alcaraz Gomez, David Kreuger, Per Magnusson, Pablo Pinilla, Matteo Saggese)
19. Caruso (Lucio Dalla)
20. La Fuerza Mayor - The Power of Love (Peter Gill, Holly Johnson, Brian Nash, Mark O'Toole, Rudy Pérez)
21. A Mi Manera (My Way) (Paul Anka, Revaux, Thibault)
22. Amazing Grace (Dave Arch, Urs Bühler, Sebastian Izambard, Carlos Marin, Tradizionale)
23. The Impossible Dream (J. Darion)

### CD
1. Regresa a mí – 5:01 (Diane Warren)
2. Senza Catene (Unchained Melody) – 3:41 (Alex North, Hy Zaret)
3. La Promessa – 4:54 (Jörgen Elofsson, Francesco Galtieri)
4. Adagio – 4:46 (Tomaso Albinoni, Remo Giazotto)
5. Somewhere – 3:28 (Leonard Bernstein, Stephen Sondheim)
6. Nights In White Satin (Notte di Luce) – 4:35 (Mario Frangoulis, Justin Hayward)
7. Without You (Desde el día que te fuiste) – 3:39 (Thomas Evans, Peter Ham)
8. Hallelujah – 3:18 (Leonard Cohen)
9. Amazing Grace – 3:57 (Dave Arch, Urs Bühler, Sebastian Izambard, Carlos Marin, Tradizionale)
10. A Mi Manera (My Way) – 4:29 (Paul Anka, Revaux, Thibault)

## Formazione
- Sébastien Izambard - voce
- David Miller - tenore
- Urs Bühler - tenore
- Carlos Marín - baritono